# Phủ biên tạp lục

Bộ sách Lê Quý Đôn toàn tập: Phủ biên tạp lục, Kiến văn tiểu lục, Đại Việt thông sử.

Phủ biên tạp lục (chữ Hán: 撫邊雜錄) là bộ sách gồm 8 quyển được chia làm 2 phần của Lê Quý Đôn ghi chép lại hầu hết các thông tin quan trọng về kinh tế và xã hội của xứ Đàng Trong trong gần 200 năm từ cuối thế kỷ 16 đến thời kỳ ông làm quan Hiệp trấn xứ Thuận Hóa của chính quyền Lê – Trịnh, vào khoảng năm 1776

## Nội dung
Tựa đề phủ có nghĩa là vỗ về, biên có nghĩa là vùng biên cảnh, tạp là gồm nhiều nhiều loại nhiều thứ khác nhau, và lục là ghi chép. Ghép lại Phủ Biên tạp lục có nghĩa là ghi chép việc vỗ yên dân ở vùng biên cảnh. Sở dĩ có tên như vậy vì nó liên quan đến vai trò của ông đã làm sau khi quân Trịnh chiếm vùng Thuận Hóa của chúa Nguyễn và chúa Trịnh Sâm trao chức Hiệp trấn vùng này.
Trong thời gian làm việc ở trấn Thuận Hóa, ngoài công việc của một chức quan ông còn dành thời gian ghi lại những điều mắt thấy tai nghe, ông đã cẩn trọng đối sánh, xác minh, chỉnh lý và hệ thống để rồi cuối cùng cho ra tác phẩm Phủ Biên tạp lục này, bộ sách được hoàn thành vào khoảng năm 1776.
Nguyên bản chữ Hán của bộ sách được lưu trữ trong kho thư tịch cổ của Thư viện Viện khảo cổ Sài Gòn, bộ sách hiện còn tất cả sáu quyển.
1. Quyển 1:
  - Sự tích khai mở, xây dựng và khôi phục hai xứ Thuận Hóa, Quảng Nam
  - Tên các phủ, huyện, tổng, xã, thôn, trang, trại ở hai xứ Thuận Hóa, Quảng Nam
2. Quyển 2:
  - Hình thế núi sông, thành lũy, trị sở, đường sá, trạm dịch ở hai xứ Thuận Hóa, Quảng Nam
3. Quyển 3:
  - Công tư điền trang, bãi đất và tổng số trưng thu lúa gạo theo lệ cũ ở hai xứ Thuận Hóa, Quảng Nam
  - Lệ cũ về các ti, quan thuộc chức và thủ binh sĩ ở hai xứ Thuận Hóa, Quảng Nam
  - Số ngạch nhân đinh, các hạng duyệt tuyển, các hạng giản tuyển và lệ cũ về tổng số phân bổ quân hiệu thuộc hai xứ Thuận Hóa, Quảng Nam
4. Quyển 4:
  - Lệ thuế đầu nguồn, tuần ti, ao đầm, sông bến, thuế chợ và thuế chuyên chở vàng, bạc, đồng, sắt
5. Quyển 5:
  - Nhân tài và thơ văn
6. Quyển 6:
  - Sản vật và phong tục

## Ấn bản hiện nay
Ngô Lập Chi đã dịch Phủ biên tạp lục trong những năm 1955 – 1956 tại trường Sư phạm thuộc Đại học Văn khoa, Hà Nội. Bản viết tay nay được lưu trữ tại thư viện Đại học Quốc gia Hà Nội, số thư mục VT 175-180. Hiện nay bộ sách được nhà sử học Nguyễn Khắc Thuần dịch, hiệu đính, chú thích ba quyển đầu và được Nhà xuất bản Giáo dục xuất bản năm 2007.